# Copa do Mundo FIFA de 2030
A Copa do Mundo FIFA de 2030 (português brasileiro) ou o Campeonato Mundial de Futebol FIFA de 2030 (português europeu) será a vigésima quarta edição deste evento esportivo um quadrienal torneio internacional de futebol masculino organizado pela FIFA. Será disputada na Espanha, Marrocos e Portugal. Além disso, os jogos inaugurais das seleções da Argentina, Paraguai e Uruguai ocorrerão em seus respectivos países como homenagem ao centenário da primeira edição do mundial de futebol, que foi disputado na América do Sul, sediado pelo Uruguai. A edição também marca o retorno da Copa do Mundo para a América do Sul após a última edição em 2014 no Brasil e para o continente Africano após sediar pela primeira vez em 2010, além de ser a primeira Copa a acontecer simultaneamente em três continentes diferentes. Considerando as experiências com mundiais de futebol, essa é a primeira vez que Marrocos e Paraguai recebem um torneio profissional de seleções internacionais, além também de ser o primeiro grande torneio multiesportivo nos dois países.
A primeira edição deste evento foi celebrada no Uruguai, em 1930, cujo título foi conquistado pelo país anfitrião.
Esta edição será a segunda que contará com 48 seleções, conforme a decisão da FIFA sobre a expansão do número de seleções presentes (eram 32 seleções), tomada por unanimidade no dia 10 de janeiro de 2017. Será a primeira vez que Paraguai, Marrocos e Portugal receberão partidas da Copa do Mundo; Uruguai, Argentina e Espanha já sediaram a competição em 1930, 1978 e 1982, respectivamente. A definição das novas sedes aconteceu no dia 4 de outubro de 2023, suspendendo o processo de escolha previsto para o segundo semestre de 2024. Todavia, a decisão só foi ratificada em 11 de dezembro de 2024.
Em reunião do Conselho da Entidade da FIFA, em 05 de março de 2025, entrou em pauta um possível aumento para 64 seleções, proposta feita pelo integrante do Uruguai. A proposta vai ser estudada em reuniões futuras.

## Formato
Em janeiro de 2015, o então presidente da UEFA, Michel Platini, sugeriu a expansão do Mundial para quarenta seleções, uma ideia que o presidente da FIFA, Gianni Infantino, também sugeriu em março de 2016. O desejo de aumentar o número de participantes no torneio - a partir do atual formato de trinta e duas seleções, foi anunciado em 4 de outubro de 2016. 
Foram consideradas cinco opções de expansão, que estão listadas abaixo (em negrito está a opção escolhida):
- Expansão para 40 seleções (8 grupos com 5 seleções) – 88 jogos
- Expansão para 40 seleções (10 grupos com 4 seleções) – 76 jogos
- Expansão para 48 seleções (Playoffs com 32 seleções) – 80 jogos
- Expansão para 48 seleções (16 grupos com 3 seleções) – 80 jogos
- Expansão para 48 seleções (12 grupos com 4 seleções) – 104 jogos

## Escolha da sede

Mapa do mundo com todas as seis confederações afiliadas a FIFA.

O Conselho da FIFA decidiu, em 30 de maio de 2015, que qualquer país poderia concorrer ao processo de escolha da sede do Mundial, desde que sua Confederação não tivesse sediado a competição anterior por um dos seus membros. No caso de 2030, as nações afiliadas da CONCACAF não poderão receber o evento (pois a citada Confederação a sediará em 2026). 
Em outubro de 2016, o Conselho da FIFA aprovou o critério geral que os membros associados às Confederações que tenham países que sediaram as duas últimas Copas (a AFC, que sediou a Copa de 2022, e a CONCACAF, que sediará a Copa de 2026) ficarão inelegíveis para o processo de escolha da sede para o Mundial FIFA de 2030. Contudo, o Conselho da FIFA terá o poder de conceder elegibilidade às federações membros da Confederação da penúltima anfitriã da Copa do Mundo FIFA (neste caso, a AFC) e abrir o processo de licitação a todas as interessadas, no caso de nenhuma das propostas recebidas satisfazerem os rigorosos requisitos técnicos e financeiros.
Inicialmente, a definição da próxima sede estava prevista para acontecer no terceiro trimestre de 2024, sendo posteriormente adiado para  ocorrer em setembro ou outubro daquele ano. No entanto, por decisão unânime da FIFA, o processo de escolha acabou acontecendo no dia 4 de outubro de 2023, cancelando o pleito previsto para o ano seguinte.
Em 6 de outubro de 2023, a FIFA decidiu que as partidas inaugurais aconteceriam na Argentina, Paraguai e Uruguai, enquanto que Portugal, Espanha e Marrocos receberiam as suas respectivas partidas de abertura e os demais jogos. As seleções seriam divididas em duas chaves e a chave sul-americana teria um descanso de duas semanas. O local da final ainda seria definido.
Mesmo com a escolha das sedes, ainda restaria a avaliação pelo colégio eleitoral através de uma votação no final de 2024, o que levou a candidatura tripla de Portugal, Espanha e Marrocos a oficializar o projeto em 19 de março de 2024, algo semelhante ao ocorrido com a Copa do Mundo FIFA de 2014, quando o Brasil foi o único candidato daquele pleito. Posteriormente, ficou definido que a partida de abertura desta copa seria no Estádio Centenario em Montevidéu e a de encerramento no Estádio Santiago Bernabéu em Madrid. A decisão só foi de fato oficializada em 11 de dezembro de 2024. 

### Candidaturas vencedoras
- CONMEBOL:  Argentina /  Paraguai /  Uruguai
- UEFA e CAF:  Portugal /  Espanha /  Marrocos

## Eliminatórias

### Seleções qualificadas
Conforme a tradição, as seleções que irão sediar a competição conquistam automaticamente a vaga para o Mundial.
| Confederação         | Seleção   | Método de qualificação | Data                 | Total | Qualificado ultima vez | Consecutivas | Melhor posição              |
| -------------------- | --------- | ---------------------- | -------------------- | ----- | ---------------------- | ------------ | --------------------------- |
| CONMEBOL (país-sede) | Argentina | País-sede              | 4 de outubro de 2023 | 20    | 2026                   | 14           | Campeão (1978, 1986 e 2022) |
| CONMEBOL (país-sede) | Paraguai  | País-sede              | 4 de outubro de 2023 | 9     | 2010                   | 0            | Oitavo lugar (2010)         |
| CONMEBOL (país-sede) | Uruguai   | País-sede              | 4 de outubro de 2023 | 15    | 2022                   | 4            | Campeão (1930 e 1950)       |
| CAF (país-sede)      | Marrocos  | País-sede              | 4 de outubro de 2023 | 7     | 2022                   | 2            | Quarto lugar (2022)         |
| UEFA (país-sede)     | Espanha   | País-sede              | 4 de outubro de 2023 | 17    | 2022                   | 12           | Campeão (2010)              |
| UEFA (país-sede)     | Portugal  | País-sede              | 4 de outubro de 2023 | 9     | 2022                   | 6            | Terceiro lugar (1966)       |

## Cidade-Sede potenciais
Antes da finalização do livro de candidaturas em 31 de julho, a Real Federação Espanhola de Futebol anunciou sua proposta de 11 estádios de 9 cidades para sediar partidas. Eles também propuseram mais dois estádios; Nou Mestalla em Valência e Balaídos em Vigo, mas a adição desses dois pode exceder o limite de 20 estádios da FIFA. A lista de cidades-sede foi finalizada 12 dias depois, incluindo 6 estádios em 6 cidades do Marrocos, 3 estádios em 2 cidades de Portugal, juntando-se a 11 estádios em 9 cidades da Espanha, para um total de 20 estádios em 17 cidades.
| Cidade        | Estádio                          | Capacidade                                    |
| ------------- | -------------------------------- | --------------------------------------------- |
| Corunha       | Estádio Municipal de Riazor      | 34.889 (requer expansão além de 40.000)       |
| Agadir        | Estádio Adrar                    | 45.480 (possível expansão para 46.000)        |
| Barcelona     | Camp Nou                         | 105.000 (Em expansão)                         |
| Barcelona     | RCDE Stadium                     | 40.000                                        |
| Bilbau        | Estádio de San Mamés             | 53.331                                        |
| Casablanca    | Estádio Hassan II                | 115.000 (Novo estádio)                        |
| Fez           | Estádio de Fez                   | 45.000 (possível expansão para 55.800)        |
| Las Palmas    | Estádio Gran Canaria             | 32.392 (requer expansão além de 40.000)       |
| Lisboa        | Estádio da Luz                   | 66.647                                        |
| Lisboa        | Estádio José Alvalade            | 50.095                                        |
| Madrid        | Estádio Santiago Bernabéu        | 80.000                                        |
| Madrid        | Estádio Metropolitano            | 70.460                                        |
| Málaga        | Estádio La Rosaleda              | 30.044 (requer expansão além de 40.000)       |
| Marraquexe    | Estádio de Marraquexe            | 45.240                                        |
| Porto         | Estádio do Dragão                | 50.033                                        |
| Rabat         | Estádio Príncipe Moulay Abdellah | 53.000 (possível expansão para 68.700)        |
| San Sebastián | Estádio Anoeta                   | 39.313 (requer expansão além de 40.000)       |
| Sevilha       | Estádio de La Cartuja            | 57.600 (possível expansão para 70.000-75.000) |
| Tânger        | Estádio Ibn Batouta              | 65.000 (possível expansão para 75.600)        |
| Saragoça      | Estádio de La Romareda           | 42.500 (Em expansão)                          |

Três cidades sul-americanas também foram selecionadas no livro de candidaturas para sediar os jogos do centenário.
| Cidade       | Estádio                      | Capacidade    |
| ------------ | ---------------------------- | ------------- |
| Assunção     | Estádio Defensores del Chaco | 41.186        |
| Assunção     | Novo Estádio Nacional        | 47.128 (Novo) |
| Buenos Aires | Estádio Mâs Monumental       | 84.593        |
| Montevidéu   | Estádio Centenário           | 62.782        |